# Менюши
Менюши — деревня в Старопольском сельском поселении Сланцевского района Ленинградской области.

## История
Впервые упоминается в писцовых книгах Шелонской пятины 1498 года, как смежные деревни Менюши на реке Менюшке: четыре деревни Менюша, деревня Менюшка и деревня Минюша в Сумерском погосте Новгородского уезда.
Деревня Менюша, состоящая из 36 крестьянских дворов, упоминается на карте Санкт-Петербургской губернии Ф. Ф. Шуберта 1834 года.

МЕНЮШИ — деревня принадлежит её величеству, число жителей по ревизии: 132 м. п., 160 ж. п. (1838 год)

Деревня Менюша из 36 дворов, отмечена на карте профессора С. С. Куторги 1852 года.

МЕНЮШИ — деревня Гдовского её величества имения, по просёлочной дороге, число дворов — 45, число душ — 133 м. п. (1856 год)

МЕНЮШИ — деревня удельная при речке безымянной, число дворов — 42, число жителей: 127 м. п., 175 ж. п.; Часовня православная. (1862 год) 

Сборник Центрального статистического комитетаа описывал её так:

МЕНИША — деревня бывшая удельная при реке Долгой, дворов — 48, жителей — 344; часовня, лавка. (1885 год)

В XIX — начале XX века деревня административно относилась к Старопольской волости 2-го земского участка 1-го стана Гдовского уезда Санкт-Петербургской губернии.
Согласно Памятной книжке Санкт-Петербургской губернии 1905 года деревня образовывала Менюшское сельское общество.
С марта 1917 года деревня находилась в составе Шакицкого сельсовета Старопольской волости Гдовского уезда.
- Деревня Менюши на карте 1919 года

Согласно карте Петроградской и Эстляндской губерний издания 1919 года деревня Менюши насчитывала 42 двора.
С 1924 года, в составе Закленского сельсовета.
С февраля 1927 года, в составе Ложголовской волости Кингисеппского уезда.
С августа 1927 года, в составе Осьминского района.
С ноября 1928 года, в составе Старопольского сельсовета. В 1928 году население деревни составляло 427 человек.
По данным 1933 года деревня Менюши входила в состав Старопольского сельсовета Осьминского района.
С 1 августа 1941 года по 31 января 1944 года, германская оккупация.
С 1961 года, в составе Сланцевского района.
С 1963 года, в составе Кингисеппского района.
По состоянию на 1 августа 1965 года деревня Менюши входила в состав Старопольского сельсовета Кингисеппского района. С ноября 1965 года, вновь в составе Сланцевского района. В 1965 году население деревни составляло 57 человек.
По данным 1973 и 1990 годов деревня Менюши входила в состав Старопольского сельсовета.
В 1997 году в деревне Менюши Старопольской волости проживали 20 человек, в 2002 году — 13 человек (все русские).
В 2007 году в деревне Менюши Старопольского СП проживали 12 человек, в 2010 году — 16 человек.

## География
Деревня расположена в восточной части района на автодороге 41К-188 (Гостицы — Большая Пустомержа).
Расстояние до административного центра поселения — 5 км.
Расстояние до ближайшей железнодорожной станции Веймарн — 54 км.
Через деревню протекает река Менюшка.

## Демография
| 1862 | 2007 | 2010 | 2017 |
| ---- | ---- | ---- | ---- |
| 302  | ↘12  | ↗16  | ↗17  |